# Didissandra frutescens
Didissandra frutescens är en tvåhjärtbladig växtart som först beskrevs av William Jack, och fick sitt nu gällande namn av Charles Baron Clarke. Didissandra frutescens ingår i släktet Didissandra och familjen Gesneriaceae. Inga underarter finns listade i Catalogue of Life.